# Contarinia obesa
Contarinia obesa är en tvåvingeart som beskrevs av Ephraim Porter Felt 1918. Contarinia obesa ingår i släktet Contarinia och familjen gallmyggor. Inga underarter finns listade i Catalogue of Life.